# 馬場町 (前橋市)
馬場町（ばばまち）は、群馬県前橋市の地名。旧宮城村時代は、住所で勢多郡宮城村大字馬場の大字の次にくる地名。面積は2.91km2(2013年現在)。郵便番号は371-0242。丁目はなく住所ののち○○○○と番号が振られる。

## 地理
前橋市の東部、赤城山南麓の緩傾斜地に位置し、東境は粕川が南流している。
東には粕川町室沢、西には苗ヶ島町、南には粕川町女渕、北には苗ヶ島町が隣接している。

### 河川
- 粕川

## 歴史
江戸時代頃からある地名である。はじめは大胡藩領だったが、元和2年に前橋藩領、明和6年幕府領、天明6年には山城淀藩領となった。

### 年表
- 1889年（明治22年）- 町村制が施行され、7ヶ村が合併し、群馬県勢多郡宮城村大字馬場となる。
- 2004年（平成16年）- 平成の大合併で宮城村は大胡町、粕川村とともに前橋市に合併し、群馬県前橋市馬場町となる。
- 2017年（平成29年）5月12日 - 当町の全域が区域となっている、前橋・赤城地域がチッタスロー国際連盟に加盟する[6]。

### 地名の由来
桃井播磨守の馬場があったことに由来する。

## 世帯数と人口
2017年（平成29年）8月31日現在の世帯数と人口は以下の通りである。
| 町丁   | 世帯数  | 人口  |
| ------ | ------- | ----- |
| 馬場町 | 166世帯 | 480人 |

## 小・中学校の学区
市立小・中学校に通う場合、学区は以下の通りとなる。
| 番地 | 小学校             | 中学校             |
| ---- | ------------------ | ------------------ |
| 全域 | 前橋市立宮城小学校 | 前橋市立宮城中学校 |

## 交通

### 鉄道
近隣の茂木町に上毛電気鉄道上毛線大胡駅があるが、町内には鉄道駅がない。

### バス
赤城タクシーが運行を行っているデマンドバス方式のふるさとバスがある。

### 道路
国道はなく、県道の群馬県道333号上神梅大胡線、群馬県道102号三夜沢国定停車場線が通過。

## 施設
- 前橋市消防局東消防署宮城分署

## 避難所
当町が避難対象区域となった場合、隣接する鼻毛石町にある前橋市立宮城小学校に避難する。